# 奥村優之
奥村 優之（おくむら まさゆき、1955年2月23日 - ）は、福岡県北九州市出身の元教諭、サッカー指導者。
アンジュヴィオレ広島ゼネラルマネージャー 兼 監督を務めた。その後、ディアヴォロッソ広島の2023シーズンGM。

## 来歴
北九州市出身。幼いころは野球少年だったが転校した先では野球部がなかったため、サッカー部へ入り以降サッカーを続ける。
北九州市立大学卒業後、今後サッカーを指導していこうと教員を志し、以降は広島県の公立高校英語教諭（地方公務員）一筋で勤務した。まず広島県立佐伯高等学校に赴任し、同校サッカー部（男子）を創設する。
女子サッカー指導は、広島県立廿日市高等学校に赴任して以降のことで、同校にあった女子サッカー同好会を広島県内で初となる高校女子サッカー部として正式に立ち上げた。1989年皇后杯では中国地域代表として初出場している。のち広島県立広島皆実高等学校、広島県立祇園北高等学校に赴任し、それぞれ女子サッカー部で指導し、広島県内の高校女子サッカー強化に貢献した。U-15女子広島県トレセン「広島女子ユース蹴命FC」や広島県国体成年女子でも監督を経験している。2015年3月祇園北高教諭をもって定年を迎えた。
一方、2011年祇園北高教諭時代にアンジュヴィオレ広島立ち上げにも参加し、創設時からゼネラルマネージャーに就任し、森下聖二を監督に招聘した。2015年なでしこリーグ再編に伴いチームはなでしこ2部に所属、以降GM兼監督となった。

## 略歴
- 広島県立佐伯高等学校教諭、同校男子サッカー部監督
- 広島県立廿日市高等学校教諭、同校女子サッカー部監督
- 広島県立広島皆実高等学校教諭、同校女子サッカー部監督
- 広島県立祇園北高等学校教諭、同校女子サッカー部監督
- 2012年 - 現在 : アンジュヴィオレ広島GM
  - 2015年 - 現在 : アンジュヴィオレ広島GM兼監督